# Eryniopsis longispora
Eryniopsis longispora är en svampart som först beskrevs av Balazy, och fick sitt nu gällande namn av Humber 1984. Eryniopsis longispora ingår i släktet Eryniopsis och familjen Entomophthoraceae.   Inga underarter finns listade i Catalogue of Life.